# Pelican Bay (Teksas)
Pelican Bay – miasto w Stanach Zjednoczonych, w stanie Teksas, w hrabstwie Tarrant.